# Elleanthus yungasensis
Elleanthus yungasensis är en orkidéart som beskrevs av Robert Allen Rolfe och Henry Hurd Rusby. Elleanthus yungasensis ingår i släktet Elleanthus och familjen orkidéer.
Artens utbredningsområde är Bolivia. Inga underarter finns listade i Catalogue of Life.